# Norbert Werner (Journalist)
Norbert Werner (um 1968 in Laxenburg; † 28. Juni 1991 in Ljubljana, Slowenien) war ein österreichischer freischaffender Journalist und Kriegsberichterstatter.

## Tod am Flughafen Ljubljana
Der Journalist Werner starb am 28. Juni 1991 mit 23 Jahren zusammen mit Nikolas Vogel am Flughafen Ljubljana als Opfer eines Raketenangriffes der jugoslawischen Volksarmee auf sein Auto. Er und Nick Vogel waren die ersten beiden getöteten Journalisten während des zehntägigen Slowenien-Kriegs, der zur Unabhängigkeit des Landes führte. Während der Feier anlässlich des endgültigen Beitritts Sloweniens zum Schengen-Raum im Jahr 2008 gedachte Premierminister Janez Janša auf dem Flugfeld von Ljubljana der beiden Toten.